# Thực vật ăn thịt
Thực vật ăn thịt là tên gọi chỉ những thực vật khai thác một phần chất dinh dưỡng phục vụ cơ thể bằng cách bẫy hoặc tiêu hủy động vật hoặc động vật nguyên sinh, điển hình là các sâu bọ hoặc động vật chân đốt.
Thực vật ăn thịt đã thích nghi để phát triển ở những nơi đất mỏng hoặc nghèo chất dinh dưỡng, đặc biệt là nitơ, như đầm lầy chua và các chỗ đá lồi. Charles Darwin đã viết Cây ăn côn trùng, chuyên luận nổi tiếng đầu tiên về thực vật ăn thịt, vào năm 1875. 
Thực vật ăn thịt được cho là đã tiến hóa độc lập sáu lần trong năm đơn bộ khác nhau của thực vật có hoa, và đây là những đại diện bởi nhiều hơn một chục chi. Chúng bao gồm khoảng 630 loài thu hút và bẫy con mồi, sản xuất các enzym tiêu hóa, và hấp thụ các chất dinh dưỡng có sẵn được tạo ra. Ngoài ra, hơn 300 loài thực vật ăn thịt nguyên thủy trong nhiều chi cho thấy một số nhưng không phải tất cả những đặc điểm này.

## Liêm kết ngoài
- Slack A (1986). Insect-eating plants and how to grow them. Sherborne UK: Alphabooks. ISBN ISBN 0-906670-42-X. {{Chú thích sách}}: Kiểm tra giá trị |isbn=: ký tự không hợp lệ (trợ giúp)
- Juniper BE, Robins RJ, Joel DM (1989). The carnivorous plants. Academic Press, San Diego.{{Chú thích sách}}:  Quản lý CS1: nhiều tên: danh sách tác giả (liên kết)
- Carnivorous Plant Database Lưu trữ ngày 18 tháng 9 năm 2016 tại Wayback Machine provides an up-to-date, searchable database of all the published species of carnivorous plants.
- Carnivorous Plant FAQ at Sarracenia.com
- List of films and TV shows that feature carnivorous plants-most of them fictional
- Botanical Society of America - Carnivorous Plants Online Lưu trữ ngày 9 tháng 9 năm 2016 tại Wayback Machine
- Ellison, A.M. 2006. Nutrient Limitation and Stoichiometry of Carnivorous Plants.PDF (334 KiB) Plant Biol. 8: 740–747.